# Château de Lavernette
Le château de Lavernette est situé à Leynes, en Saône-et-Loire, à la frontière du Mâconnais et du Beaujolais.

## Histoire
Le domaine de Lavernette appartint d'abord aux moines de l'Abbaye Saint-Philibert de Tournus, avant la constitution de la seigneurie de Lavernette en 1596. Le château se dote de matériel de vinification : chai, pressoir, etc.
En 1988, le raisin revient au chai du château, après avoir été longtemps réceptionné à la cave coopérative.
À partir de 2005, le domaine produit des vins issus de raisins cultivés en agriculture biologique. Il est pleinement reconverti à l’agriculture biologique depuis 2007 et produit des Beaujolais blanc, Pouilly-Fuissé, Beaujolais-Villages, Beaujolais-Leynes et du Crémant de Bourgogne.
Depuis les années 2000, les vignes du Château de Lavernette sont exploitées par la douzième et la treizième générations de viticulteurs. Le domaine s'étend sur 11,77 ha.

## Architecture
Au bout d'une allée de tilleuls, une ancienne écurie longe la cour du château. Celui-ci est composé d'un corps principal de deux étages couvert d'un toit à la Mansart. À droite, un bâtiment dont le premier étage est une galerie fermée. Sur la gauche, les communs, comportant un ancien four à pain. Sur l'arrière, on trouve une ancienne basse-cour entourée de bâtiments, dont un cuvage.

### Liens externes

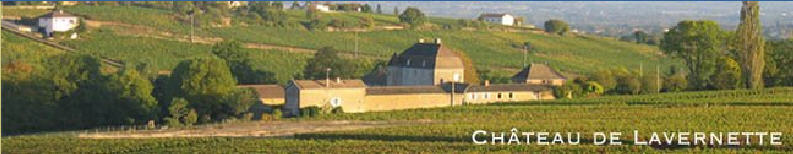
Vue d’ensemble des bâtiments.